# Vaške Straže
Vaške Straže (Wiejska Straż) – słoweńska ochotnicza formacja zbrojna samoobrony podczas II wojny światowej.
Vaške Straže składała się z ochotniczych milicji formowanych od listopada 1941 r. na obszarze okupowanej Słowenii. Na ich czele stał ppłk Ernst Peterlin. Liczyły wówczas ok. 1 tys. ludzi. Rekrutowały się spośród katolickich rolników w celu obrony ich gospodarstw przed atakami komunistycznych partyzantów lub zabieraniu żywności. Były one bardzo słabo uzbrojone i wyszkolone, dlatego nigdy nie występowały ofensywnie. W sierpniu 1942 r. oddziały Vaške Straže weszły w skład Ochotniczej Milicji Antykomunistycznej (Milizia Volontaria Anti-Comunista).